# Retama monosperma
Espèce
Classification phylogénétique
Retama monosperma (L.) Boiss. (ou Genêt blanc, Retam blanc) ou Rtem (en arabe) est une espèce de plantes à fleurs de la famille des Fabaceae. C'est un arbuste probablement originaire du sud de l'Europe (Espagne) ou de l'Afrique du Nord. Hors de son aire méditerranéenne, c'est une espèce envahissante qui est interdite dans certains pays (voir infra).

## Description

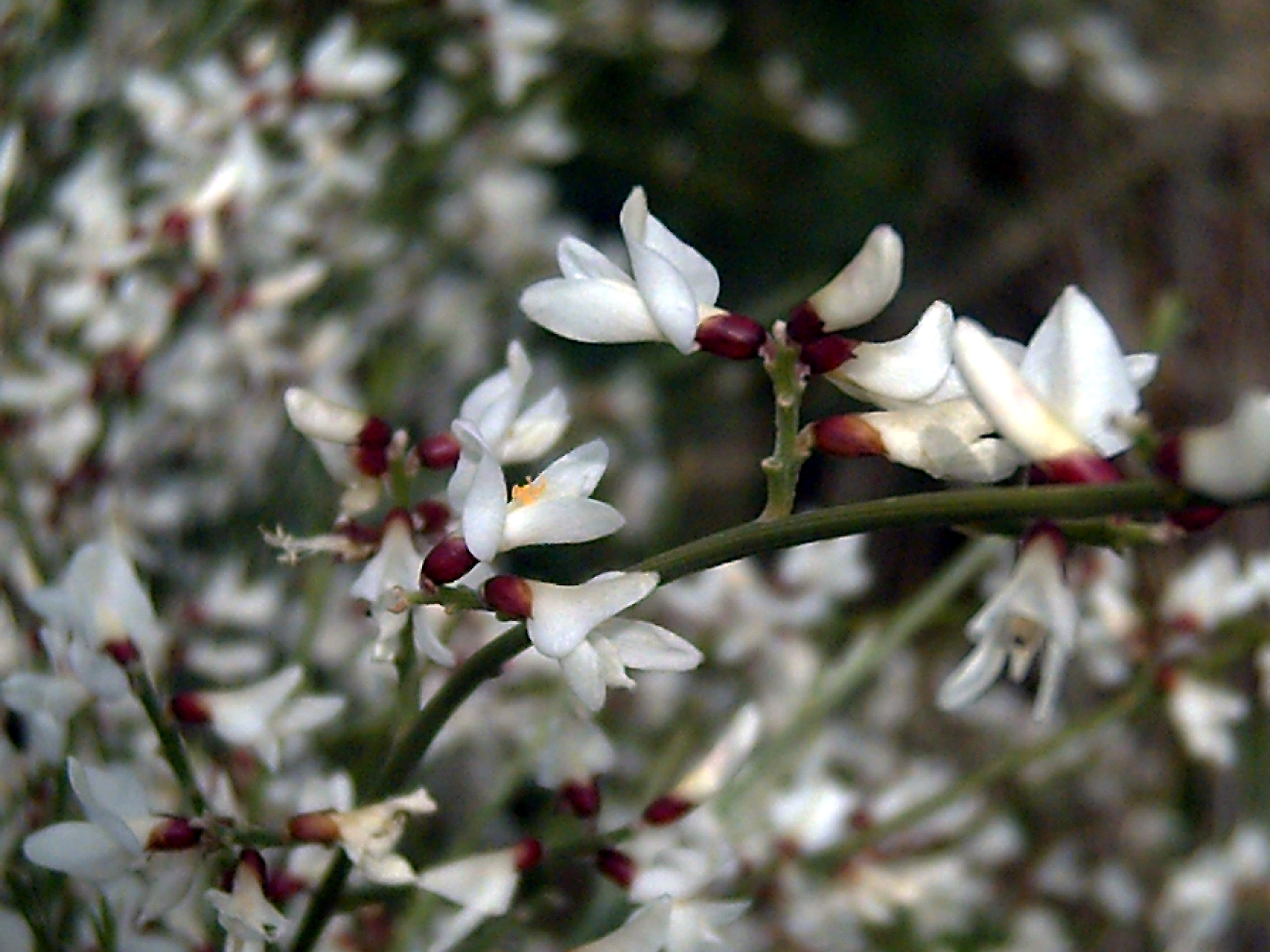
Fleurs mâles (staminées) de genêt blanc (Rtem).

### Aspect général
C'est un végétal monoïque qui peut atteindre 6 m de haut. Il est signalé dans la vallée de l'Oued Mellah (Maroc), au lieu-dit Koudiat El-Gâada, un exemplaire arborescent.

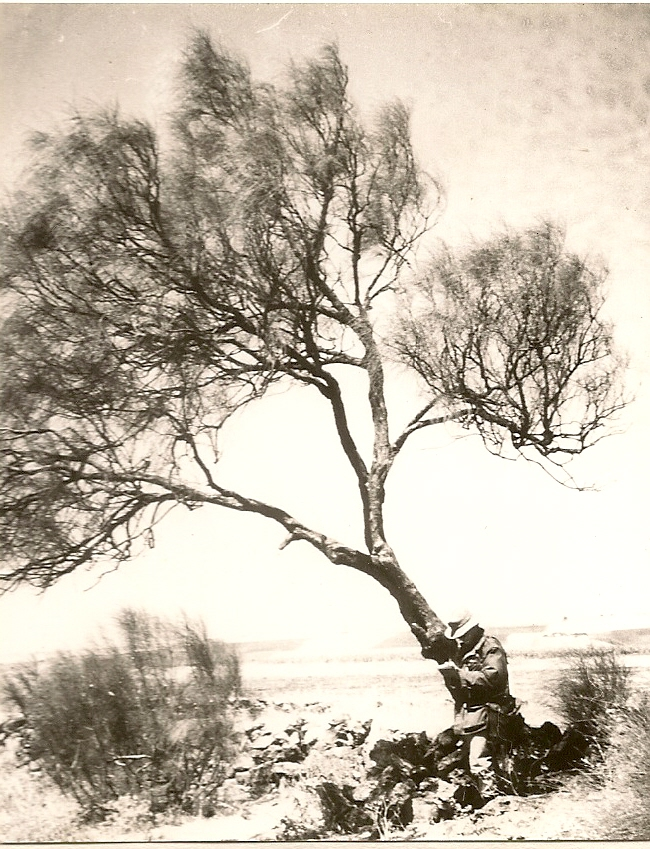
Spécimen arborescent préservé, certainement sur l'emplacement d'un ancien marabout, sur la Koudiat El-Gaada.

### Rameaux et feuilles

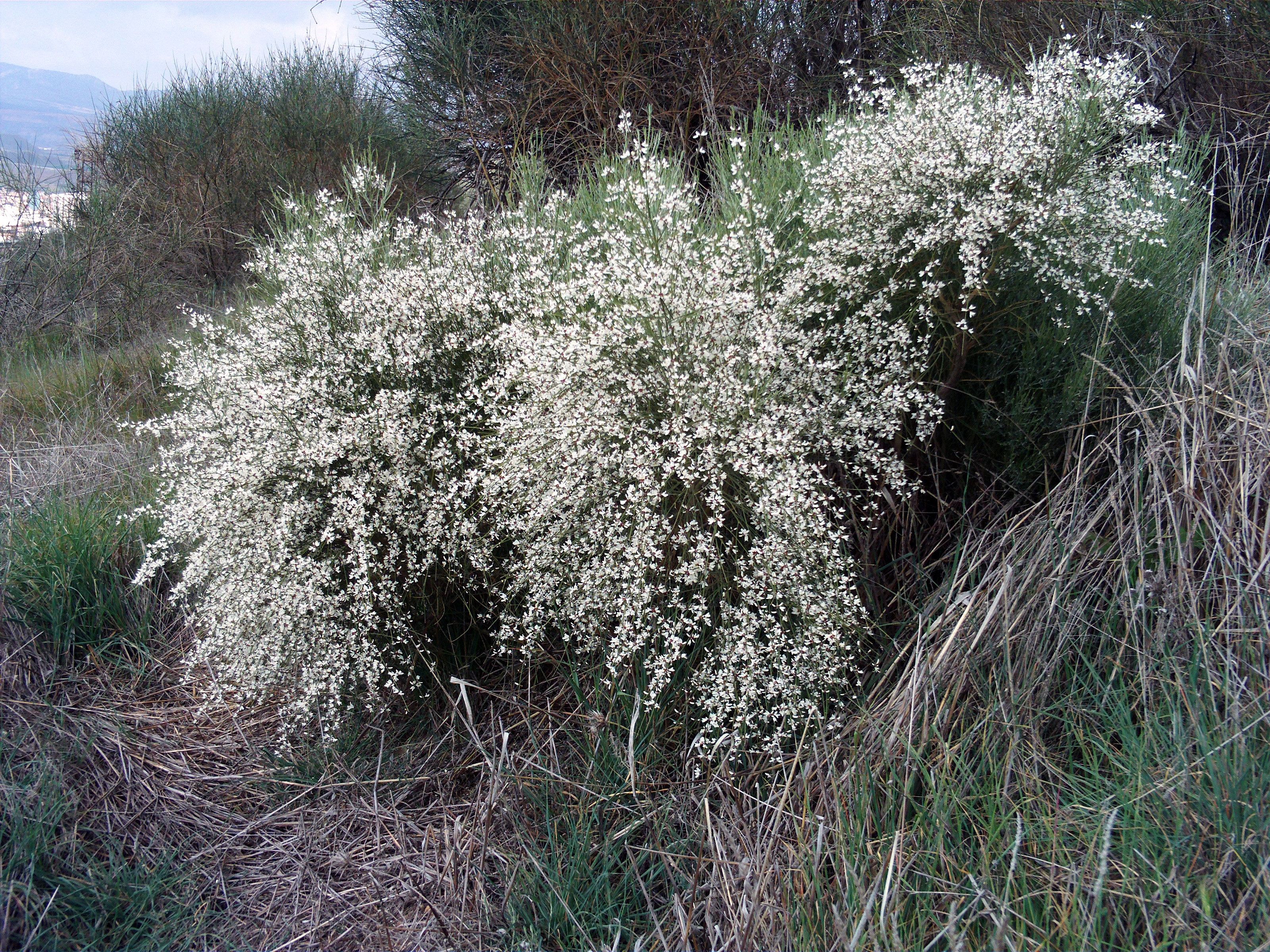
Un buisson en Espagne (Dehesa Boyal de Puerto-Llano).

Ce végétal est pourvu de nombreux rameaux. Les jeunes sont soyeux d'un vert argenté à gris argenté. Ils sont chlorophylliens et participent activement à la synthèse chlorophyllienne. En effet, le feuillage est caduc, vert franc, formé de minuscules feuilles alternes, linéaires lancéolées qui ne demeurent en place que quelques jours.

### Fleurs et fruits

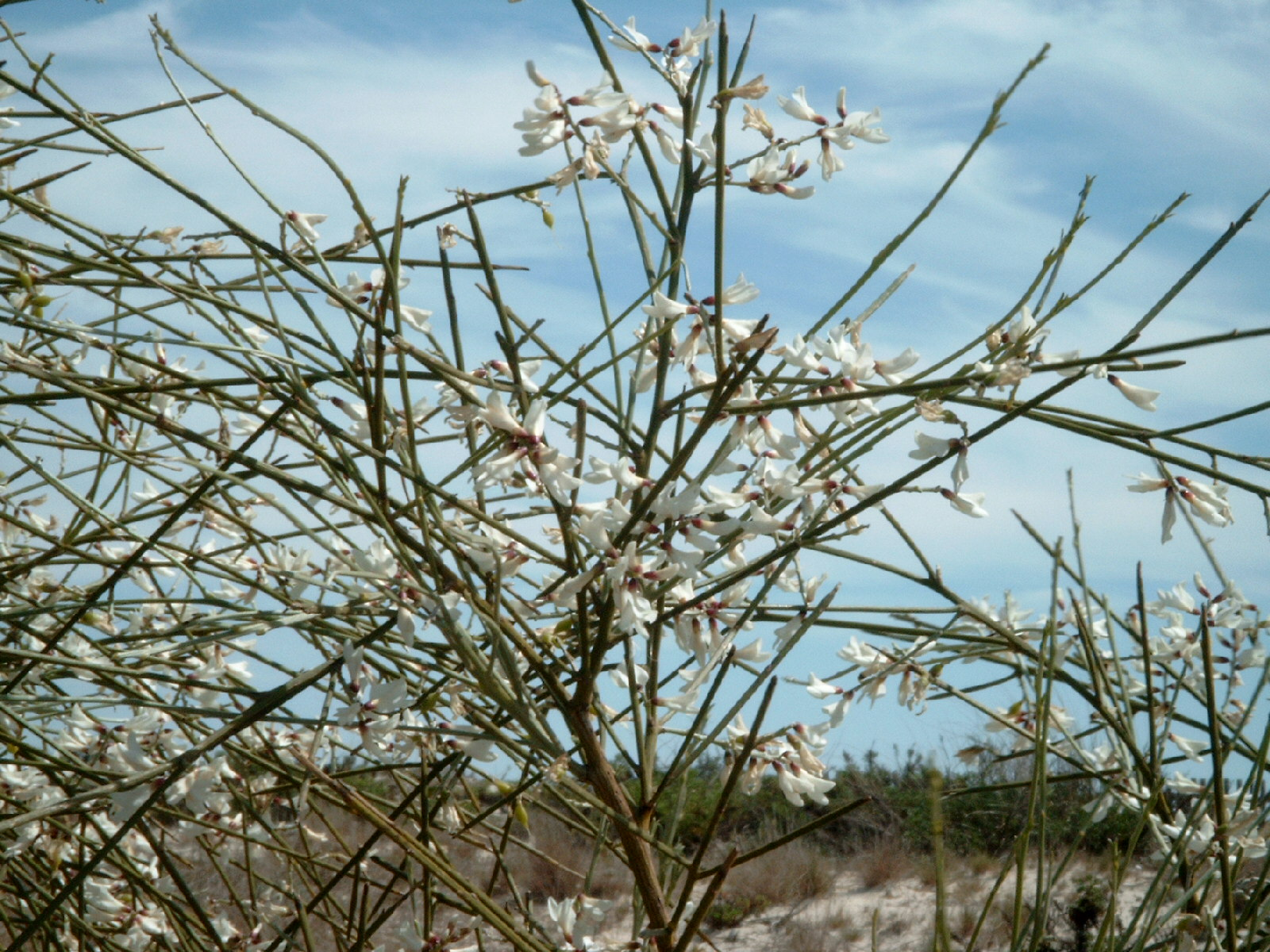
Jeunes rameaux de Genêt blanc.

La floraison est longue : elle va de la fin hiver à début du printemps selon le climat (et le lieu), très parfumée. Une nuée de minuscules fleurs (+ ou -1 cm)  semblables à des fleurs de pois sont réparties sur de courts racèmes (grappes). Elles sont blanches, unisexuées (plante monoïque).
Le fruit est un petit légume (une gousse) court, contenant une graine, parfois deux (d'où le nom de monosperma). La gousse mesure moins de 2 cm, elle est acuminée (terminée en pointe), velue. Les graines sont réniformes, de couleur ocre jaune et lisses. Elles sont toxiques (comme le sont celles d'une majorité de Fabacées). Elles contiennent de la cytisine, un alcaloïde toxique.

## Répartition
Retama monosperma est une plante que l'on le trouve au sud de l'Europe, sur le pourtour méditerranéen, le long de la côte (Algérie, Égypte, Maroc, à Mezraya sur l'île Djerba, aux Canaries, au sud est de l'Espagne (Andalousie), Portugal, Italie, Alpes-Maritimes. Il est présent en Australie et Tasmanie (résultat d'une introduction probable).
Il peut former d'épais buissons sur les dunes de sable côtières du Maroc. On le trouve sur le littoral atlantique marocain. Il existe un très beau peuplement dans ce qui est devenu la réserve biologique de Sidi-Boughaba, Mehdia (Maroc) . Le peuplement occupe des dunes de sable, face à la mer, exposées aux embruns marins de l'océan Atlantique. Il est en association avec le genévrier rouge.
Cette plante affectionne les sols pauvres, comme beaucoup de Légumineuses (grâce aux nodosités à Rhizobium, il synthétise des composés azotés). Il demande un sol surtout très bien drainé même sablonneux à forte salinité. C'est une plante de soleil, voire de mi-ombre.
Elle ne tolère pas le gel, sauf de courtes expositions ne dépassant pas - 6 °C[réf. nécessaire]. Ceci l'exclut de la région méditerranéenne française comme plante fixatrice de dunes de sable.

## Utilisation
Ses belles fleurs blanches en ont fait un arbre recherché par les fleuristes. Il faut chercher là l'origine de sa dispersion mondiale et de son introduction comme plante d'ornement.

Au village Mezraya à l'île Djerba, le genêt blanc est l'une des espèces utilisées pour former les haies (Tabia) qui séparent les Menzels.

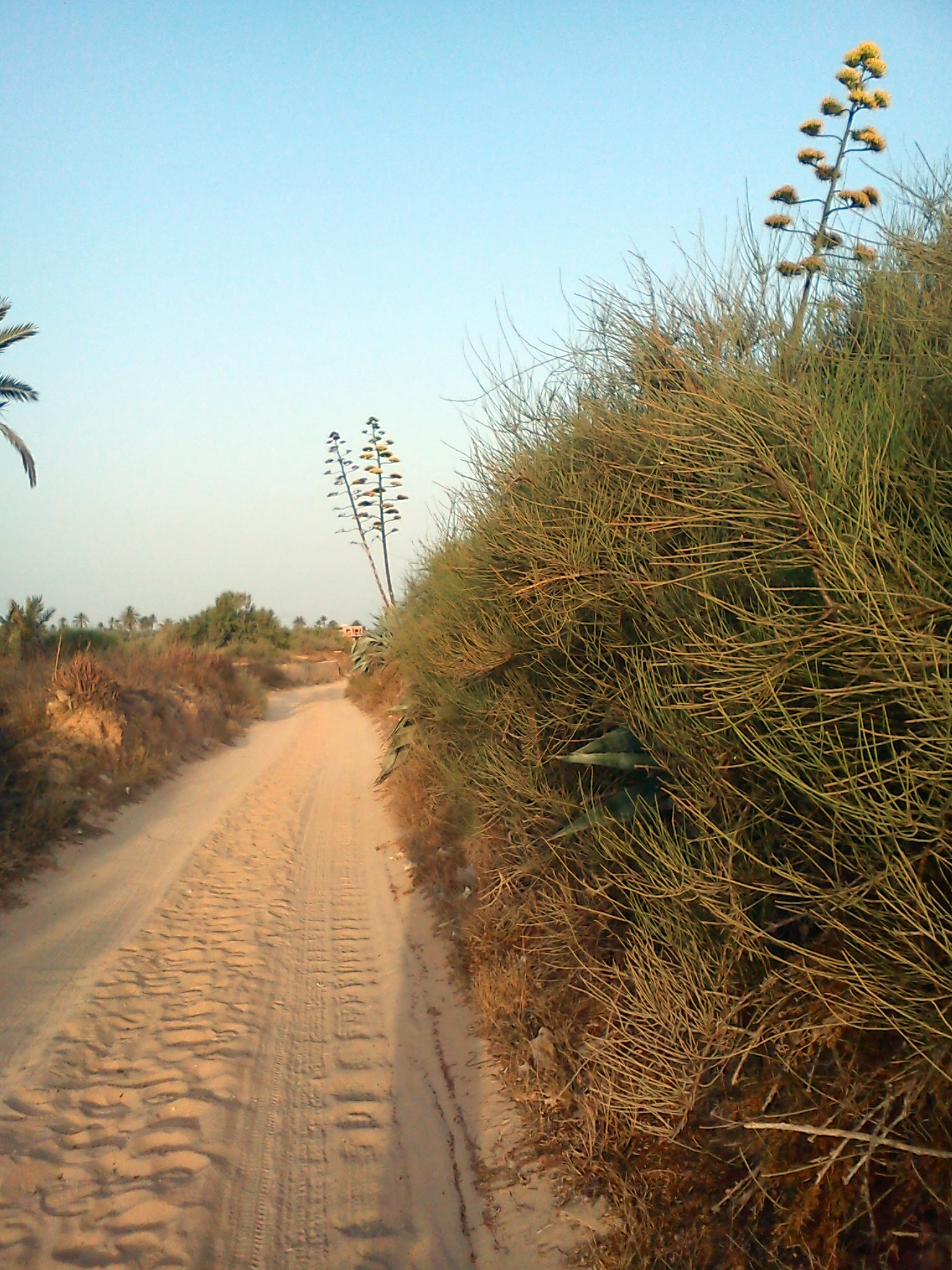
Haie d'un Menzel. Retama monosperma, Agave americana et Aloe Vera. Mezraya, Djerba

C'est un végétal couramment utilisé pour fixer les dunes, mais il faut savoir que dans certains pays c'est un « alien » avec d'autres genres qui figurent sur la liste des plantes envahissantes, sa culture et sa commercialisation est strictement interdite en Australie et aux États-Unis (Californie en particulier).

## Taxinomie
L'espèce Retama monosperma a été décrite initialement par Linné sous le nom de Spartium monospermum (publiée en 1753 dans son Species plantarum 2: 708. 1753), puis renommée par le botaniste suisse Edmond Boissier et publiée sous son nom actuel en 1840 dans Voyage botanique dans le midi de l'Espagne 2(5): 144. 1840.

### Synonymes
Selon la Base de données des plantes d'Afrique :
- Synonymes homotypiques :
  - Lygos monosperma (L.) Heywood (1968)
  - Retama monosperma (L.) Boiss. subsp. monosperma
  - Genista monosperma (L.) Lam. (1788)
  - Spartium monospermum L. (1753) (basionyme)
  - Retama rhodorhizoides Webb & Berthel. (1842)
- Synonymes hétérotypiques :
  - Genista webbii Spach (1844)
  - Retama monosperma var. webbii (Spach) Maire (1932)

### Liste des sous-espèces
Selon Catalogue of Life (7 juillet 2013) :
- Retama monosperma subsp. bovei
- Retama monosperma subsp. monosperma
- Retama monosperma subsp. rhodorrhizoides Webb & Berthel.